# Gliptoteca Ny Carlsberg
A Gliptoteca Ny Carlsberg (Ny Carlsberg Glyptotek) é um museu de arte localizado na cidade de Copenhaga, Dinamarca.
O museu foi fundado a partir da coleção de Carl Jacobsen, filho de Jacob Christian Jacobsen, fundador da cerveja Carlsberg, reunindo uma das maiores coleções privadas de arte de seu tempo. Hoje, possui a maior coleção de arte antiga no norte da Europa, recebendo cerca de 400 mil visitantes por ano.
A coleção do museu inclui antiguidades egípcias, gregas e romanas assim como esculturas românticas e pinturas impressionistas e pós-impressionistas.

## História
O pai de Carl, Jacob Jacobsen, havia enriquecido com sua cervejaria, e a vocação filantrópica da família iniciou com o seu patrocínio da reconstrução do Castelo de Frederiksborg, destruído por um incêndio em 1859. Contudo, não foram apenas razões culturais que o levaram a isso, mas também um desentendimento com seu filho único, Carl, que foi excluído da maior parte da herança paterna com a criação da Fundação Carlsberg em 1876, tornando-a a principal destinatária de sua riqueza.

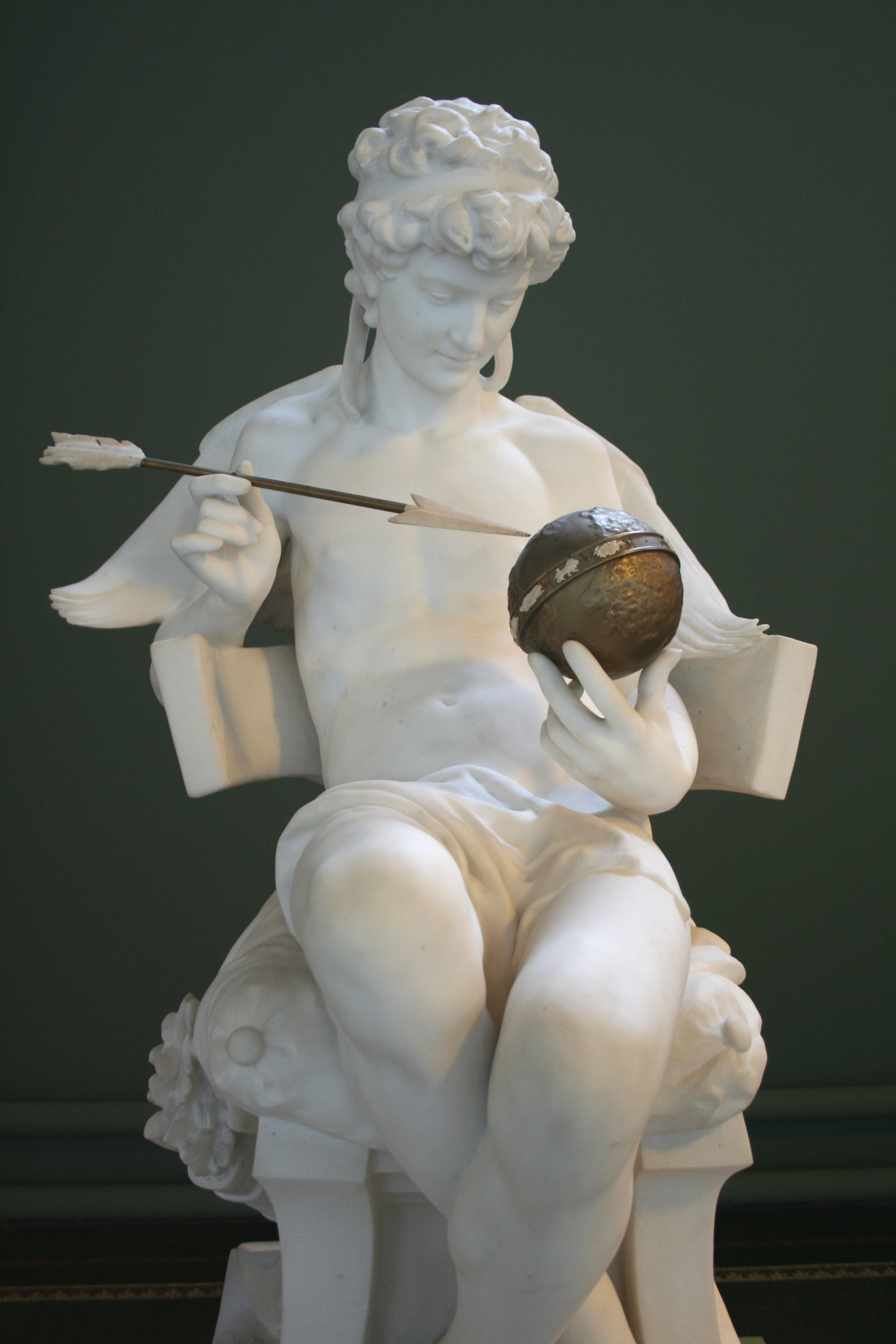
Claudius Marioton: Eros fazendo o mundo girar conforme lhe agrada

Carl, não obstante, conseguiu obter a sua independência econômica fundando a sua própria cervejaria em 1882, a Ny Carlsberg, rivalizando com o pai nos negócios e na filantropia. Seu interesse em arte se concentrava nos contemporâneos franceses e dinamarqueses, bem como em antiguidades da região do mar Mediterrâneo. Ele e sua esposa Ottilia abriram ao público sua coleção em 1882 em sua própria casa, e como as aquisições não cessavam a casa tornou-se logo acanhada para tantas peças. Deste modo, em breve a doariam em dois lotes (1888, arte francesa e arte dinamarquesa, e 1899, antiguidades) ao Estado dinamarquês, que, em contrapartida, se responsabilizou pela construção de um museu adequado para abrigar o vasto acervo, dando origem à atual Gliptoteca.
O primeiro lote de obras foi instalado em um edifício construído por Vilhelm Dahlerup, inaugurado em 1897. A doação seguinte, de 1899, não poderia ser recebida no mesmo prédio, sendo necessária a construção de outra sede, que foi projetada por Vilhelm Dahlerup e Hack Kampmann. Neste intervalo, as dispendiosas aquisições de arte de Carl quase levaram a sua cervejaria à ruína. Um acordo firmado com a fundação de seu pai em 1902 possibilitou a obtenção de um empréstimo e a criação de uma fundação própria, a Fundação Ny Carlsberg, e viabilizando também a finalização das obras do novo prédio, aberto em 1906.
O filho de Carl, Helge (1882–1946), continuou a tradição familiar e se tornou diretor da Gliptoteca até sua morte. Seu interesse pela obra dos impressionistas e pós-impressionistas levou a uma expansão da coleção neste sentido quando doou seu acervo pessoal à Gliptoteca, mudando a ênfase do museu de escultura para a pintura e descartando muitas cópias de obras escultóricas clássicas.
Ao longo do século XX o museu recebeu pequenas ampliações, mas em 1996 uma ala inteiramente nova foi erguida para receber as pinturas francesas. O projeto foi de Henning Larsen. Novas reformas estão sendo executadas desde 2006.

### Os edifícios

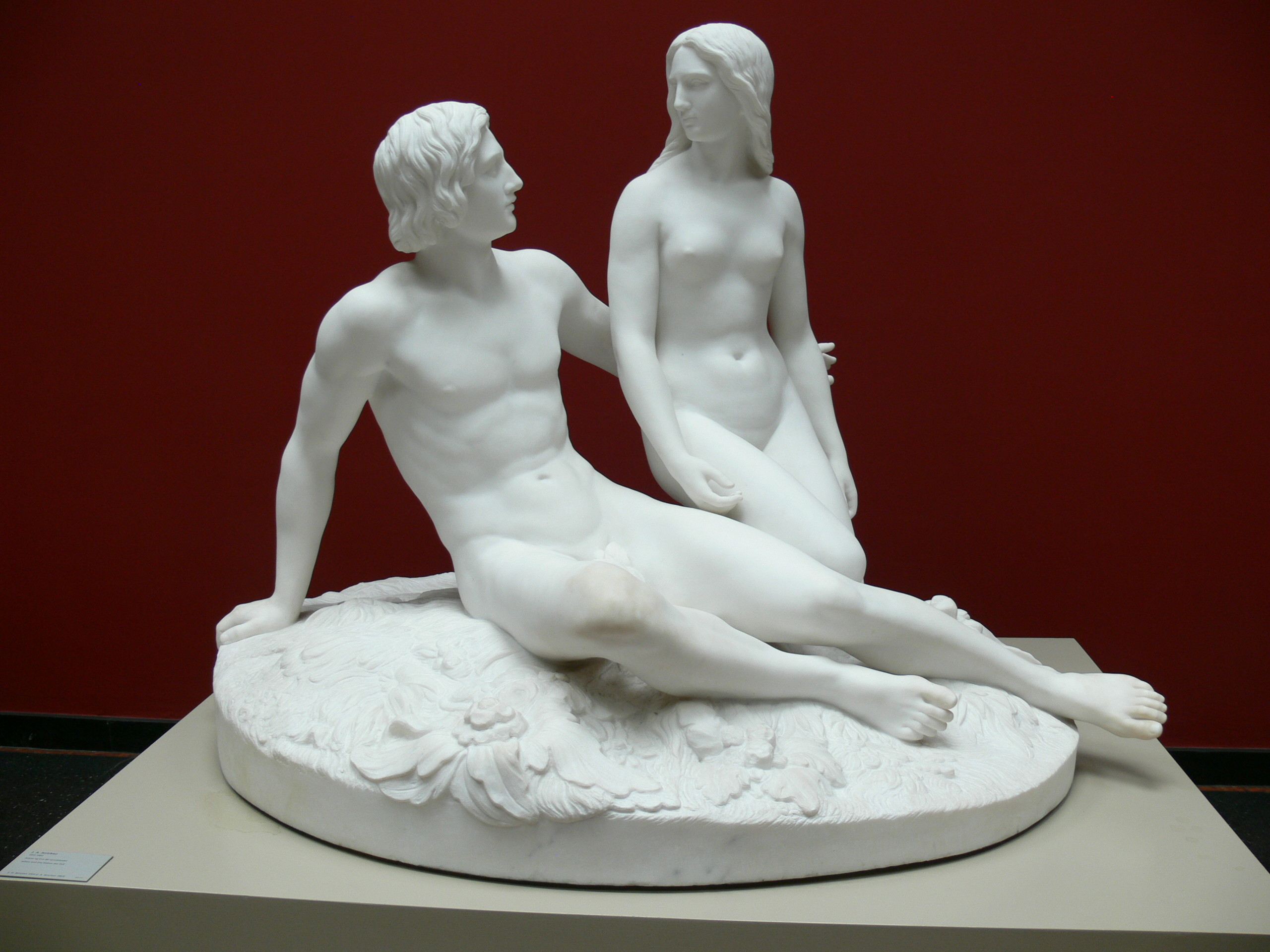
Jens Adolph Jerichau: Adão e Eva antes da queda, 1863

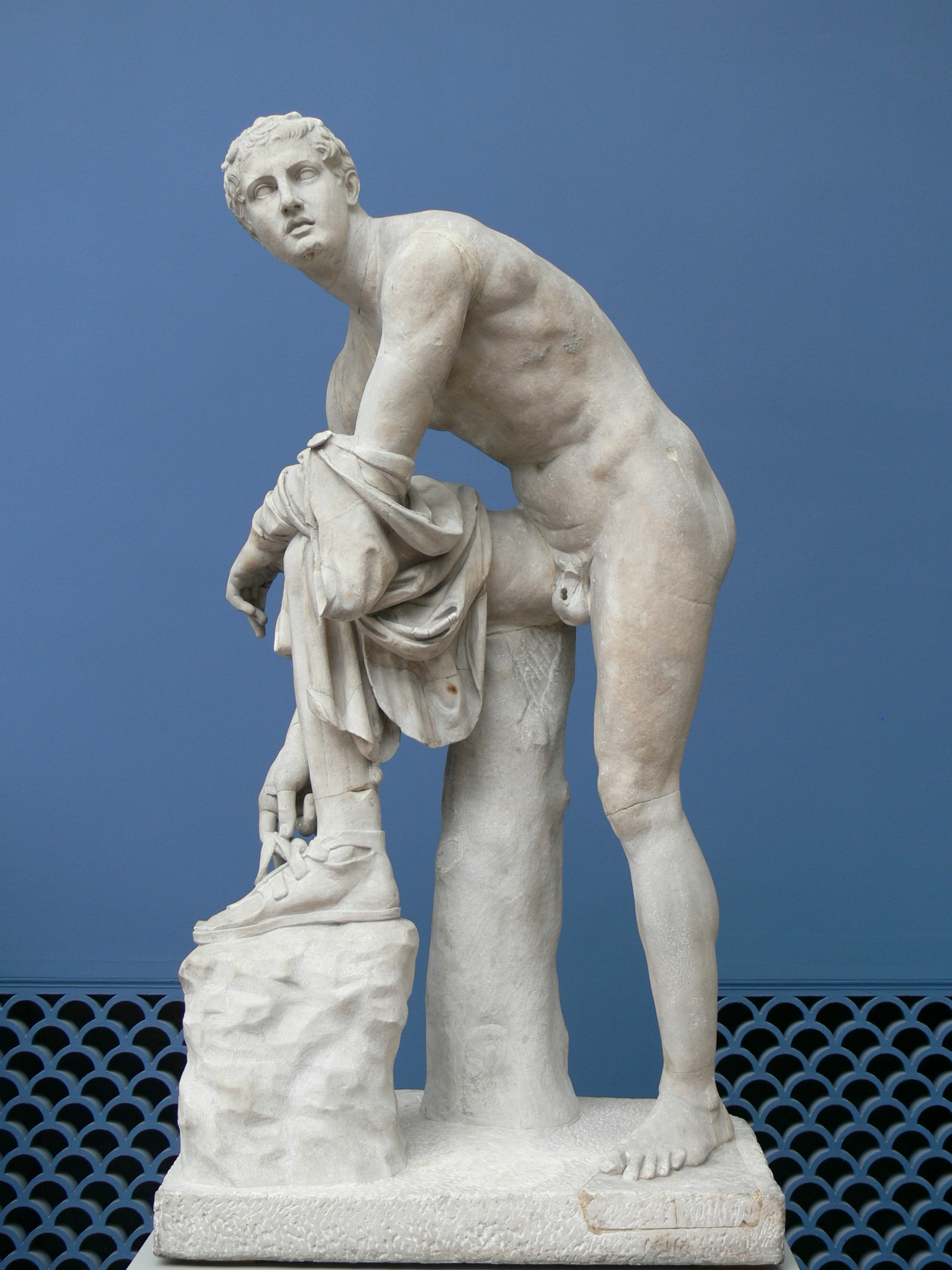
Hermes amarrando a sandália, cópia romana de original de Lìsipo

A proposta original da criação da Gliptoteca era de uma integração entre a arte e seu ambiente expositivo. Carl Jacobsen desejava um prédio "com uma beleza própria, para o qual as pessoas se sentissem irresistivelmente atraídas".[carece de fontes?] Atualmente a coleção da Gliptoteca se distribui em quatro edifícios:   
O edifício Dahlerup, o primeiro a ser erguido, mostra um desenho eclético de planta simétrica envolvendo um saguão central. Sua fachada foi inspirada em modelos da Renascença veneziana, com um grande pórtico em forma de arco triunfal, e estatuária decorativa. Seu saguão é monumental, com um teto em abóbada com três naves e grandes colunas de sustentação, e a decoração emprega materiais luxuosos como mármores e granitos de várias cores. De um lado do saguão se estende a galeria para escultura dinamarquesa e do outro uma para escultura francesa, cada qual com uma decoração característica, com afrescos, frisos inspirados na mitologia nórdica e alegorias em relevo relembrando os mitos clássicos.
O edifício Kampmann foi construído para receber a coleção de antiguidades. Seu estilo, porém, é classicista e austero, adequado ao tipo de obras que deveria abrigar, e consoante ao desejo de harmonia entre obra e ambiente expresso pelo fundador. Seu arquiteto Hack Kampmann estabeleceu um plano também simétrico, que continuava o edifício Dahlerup através do pátio, completando seu fechamento e cobrindo o vão com uma cúpula de vidro, dando origem ao terceiro espaço do museu, o Jardim de Inverno, que é o ponto focal de todo o complexo e para onde convergem toda as galerias principais.
O edifício Larsen, a construção moderna, teve sua origem em função de problemas de conservação da se(c)ção de pinturas francesas, anteriormente expostas no edifício Dahlerup, onde sofriam com a insolação e a poluição atmosférica, já que a climatização do prédio histórico não era adequada e nem poderia, por sua estrutura, ser melhorada. Este edifício foi concebido como um prédio dentro de um prédio, ocupando um estreito corredor entre os dois edifícios mais antigos.
As renovações empreendidas desde 2006 reorganizaram diversos espaços com novas museografias e facilitaram o acesso de pessoas com deficiência física. Além disso, realizou-se também a restauração das fachadas através de abrasão com pó de vidro, uma técnica adequada ao material dos edifícios (basicamente tijolo, granito e calcário), empregada antes com sucesso no Museu do Louvre.

## Outras obras

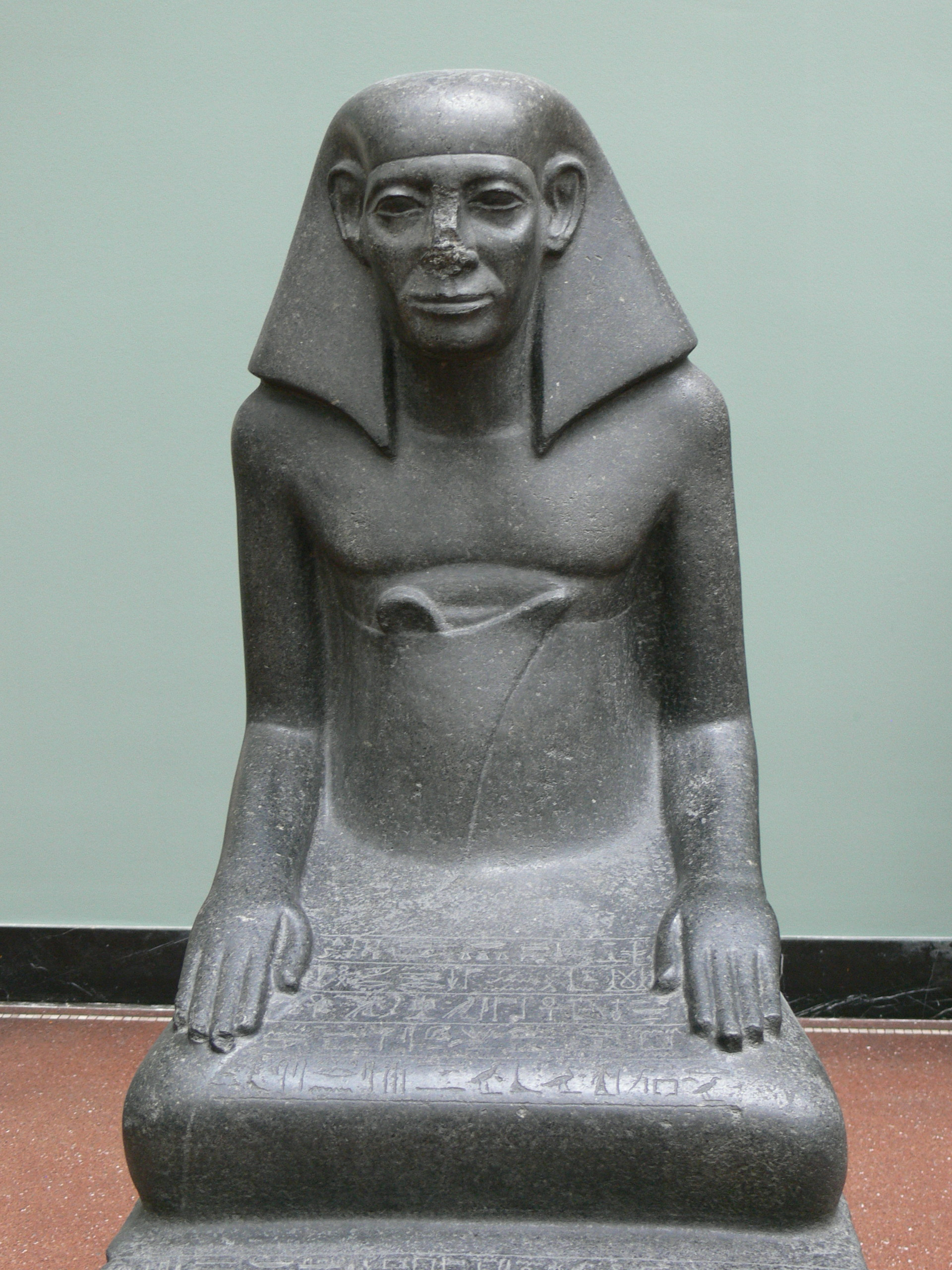
Coleção egípcia: Estátua do guardião do selo real Gabu, 13ª dinastia, c. 1700 a.C.
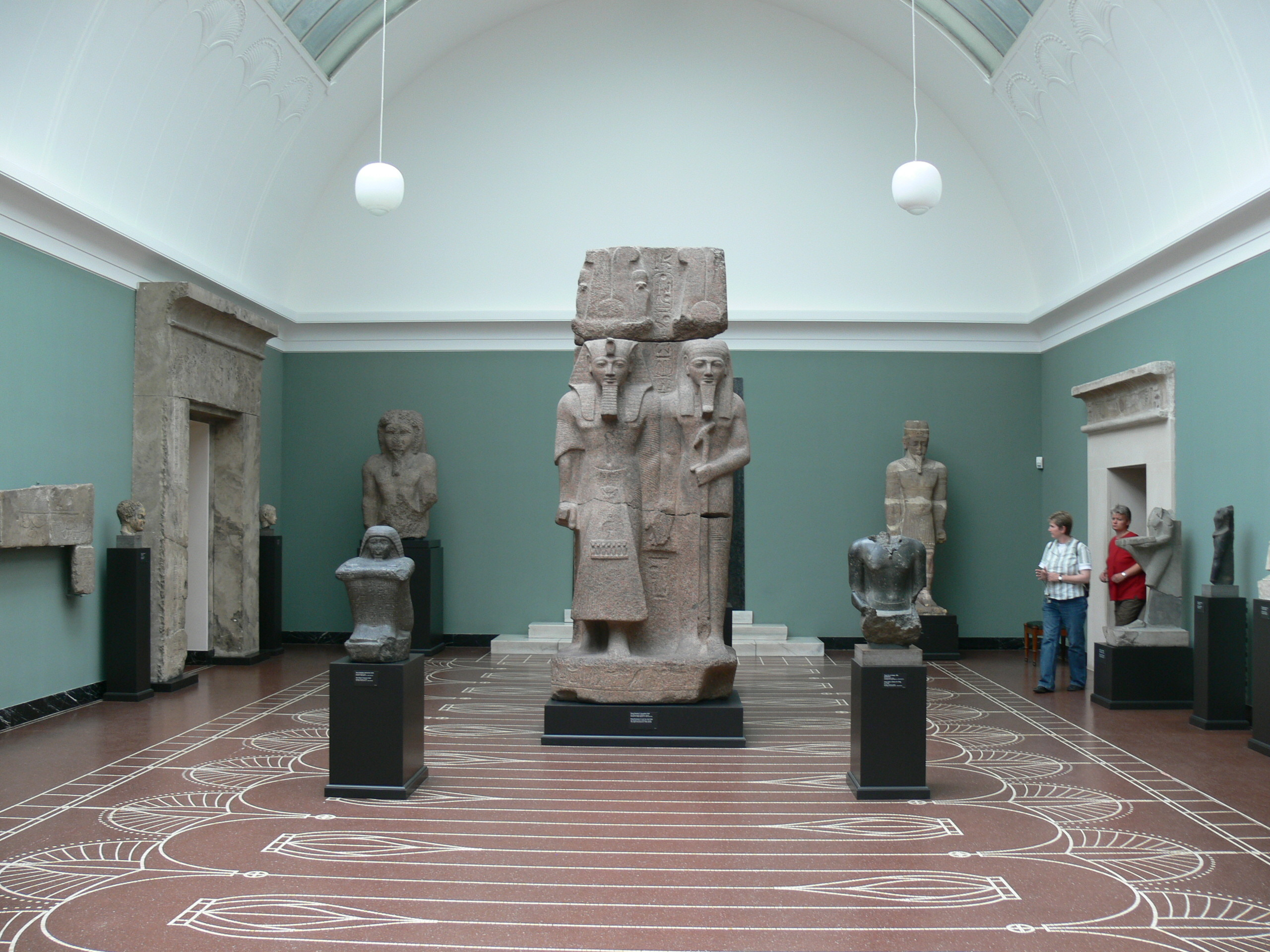
Uma sala da Coleção egípcia
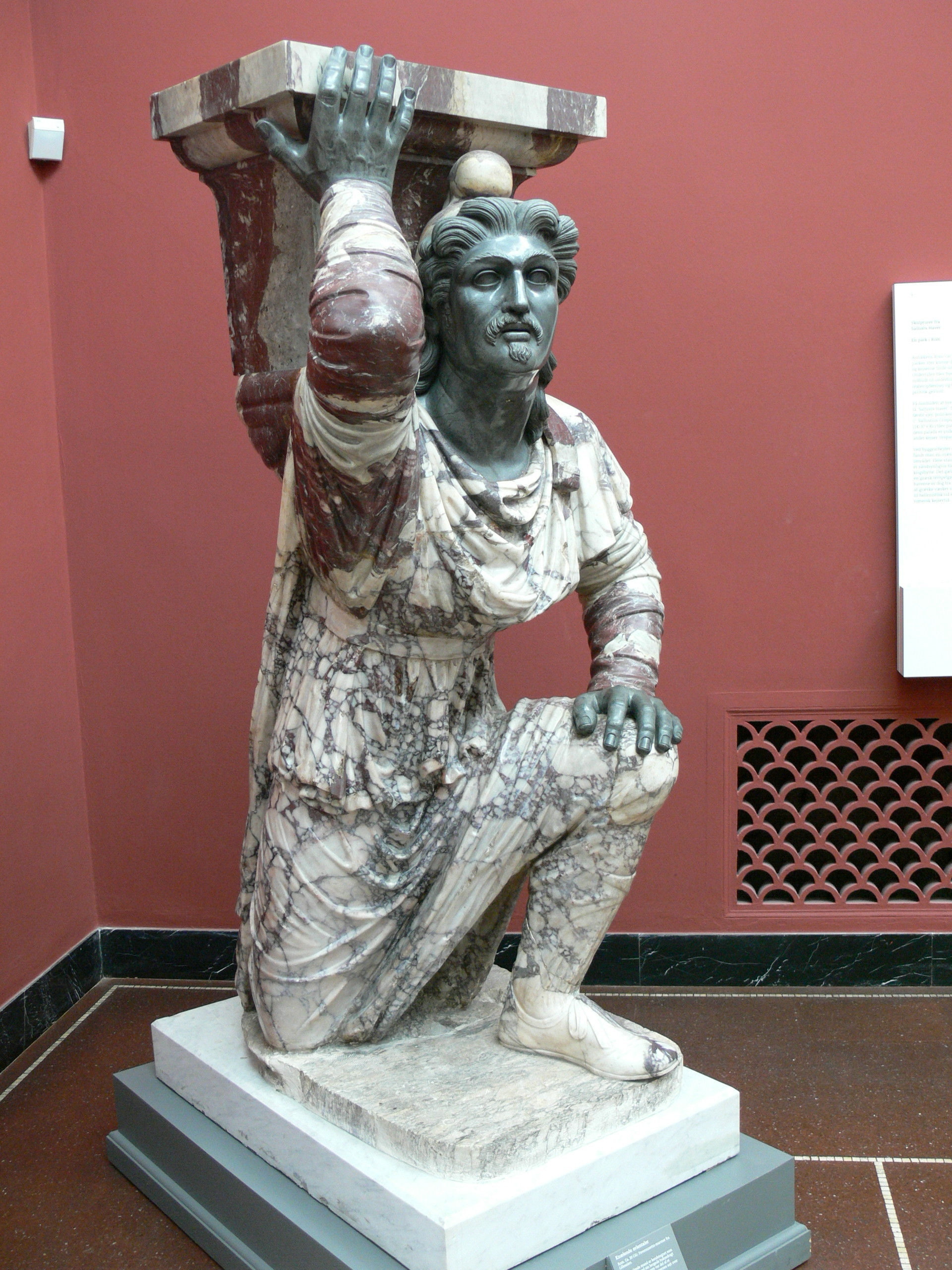
Coleção romana: Bárbaro ajoelhado, c. 20 a.C.
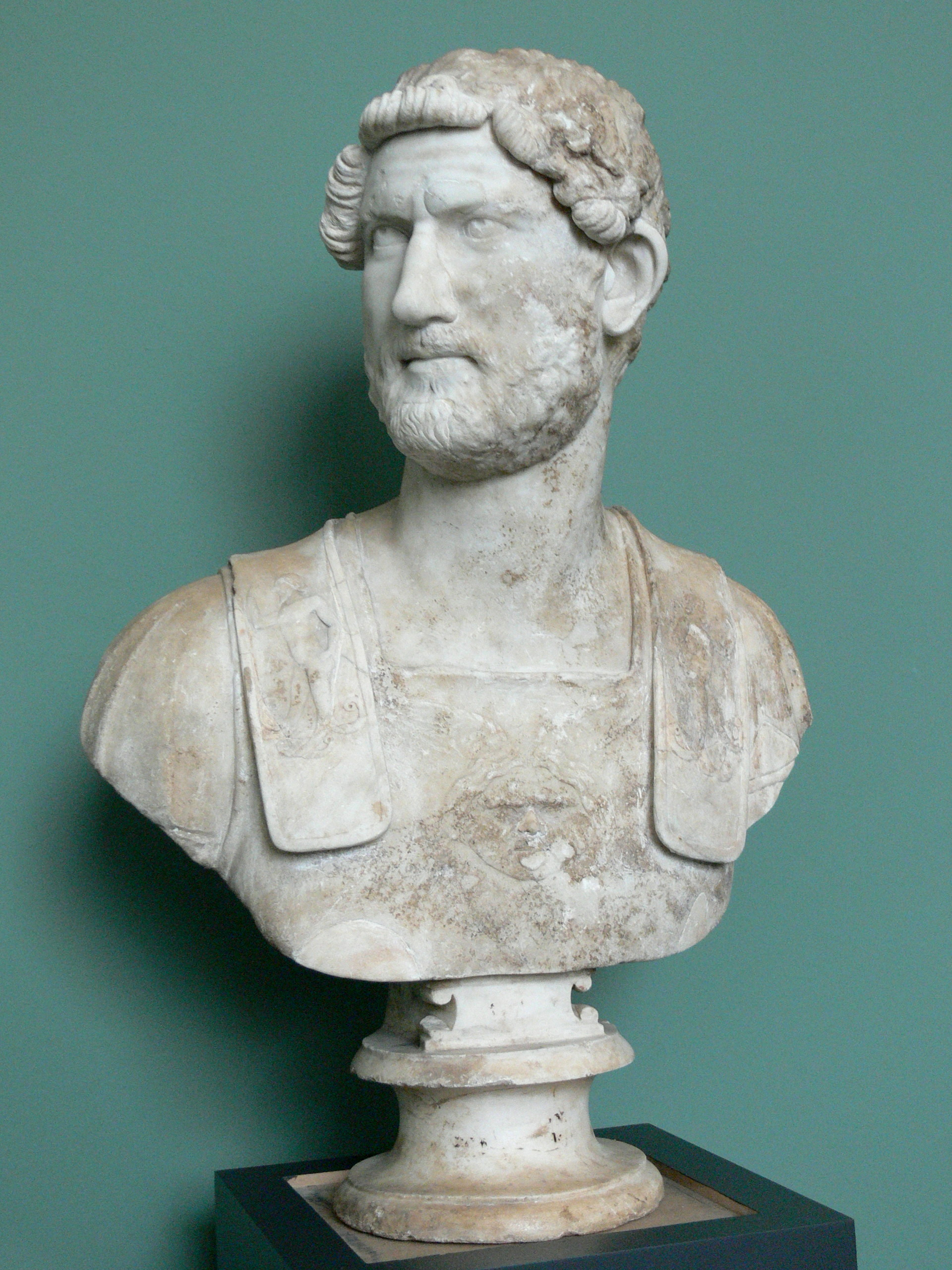
Coleção romana: Busto de Adriano
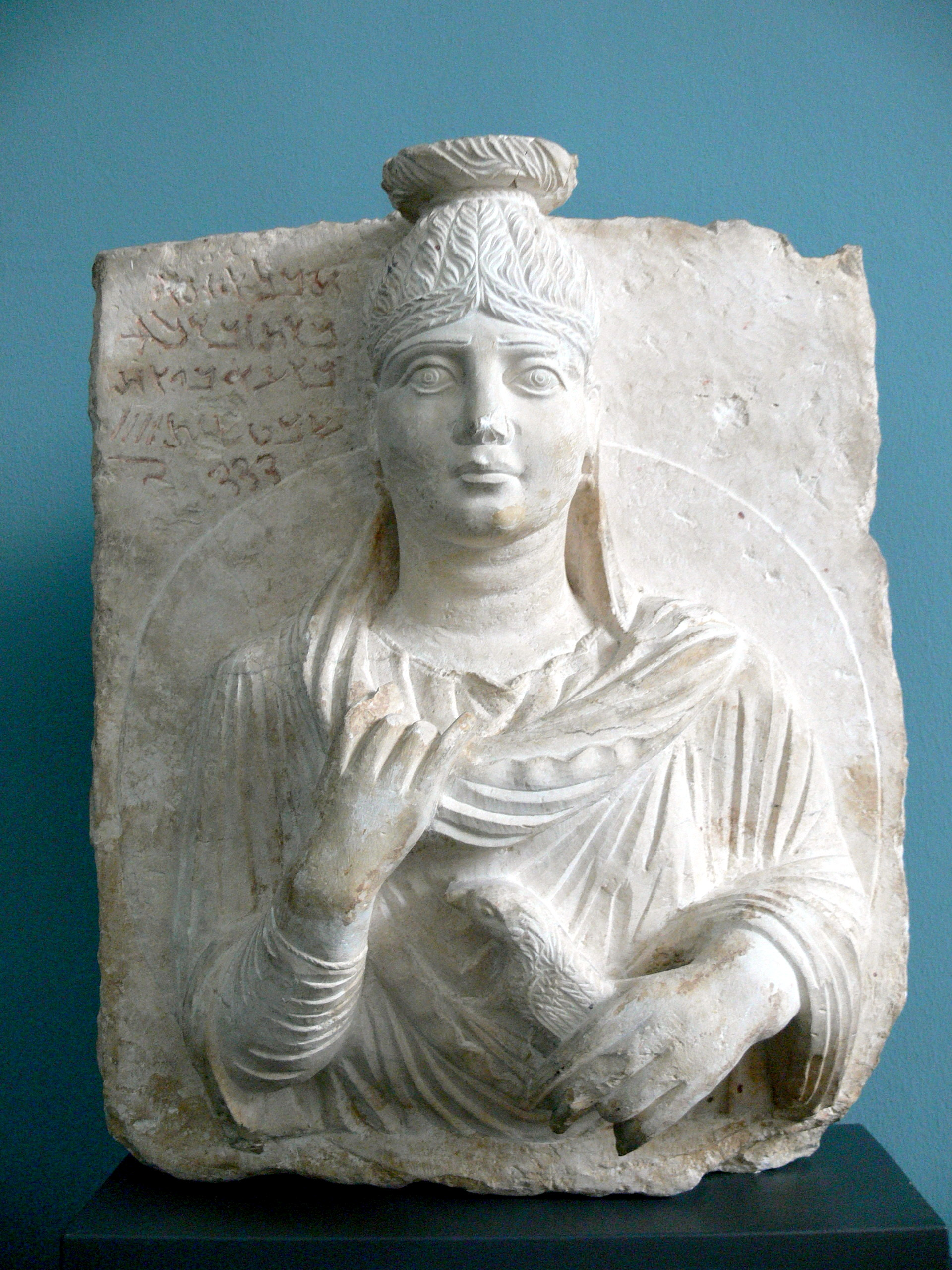
Relevo funerário de Palmira, 149 a.C.
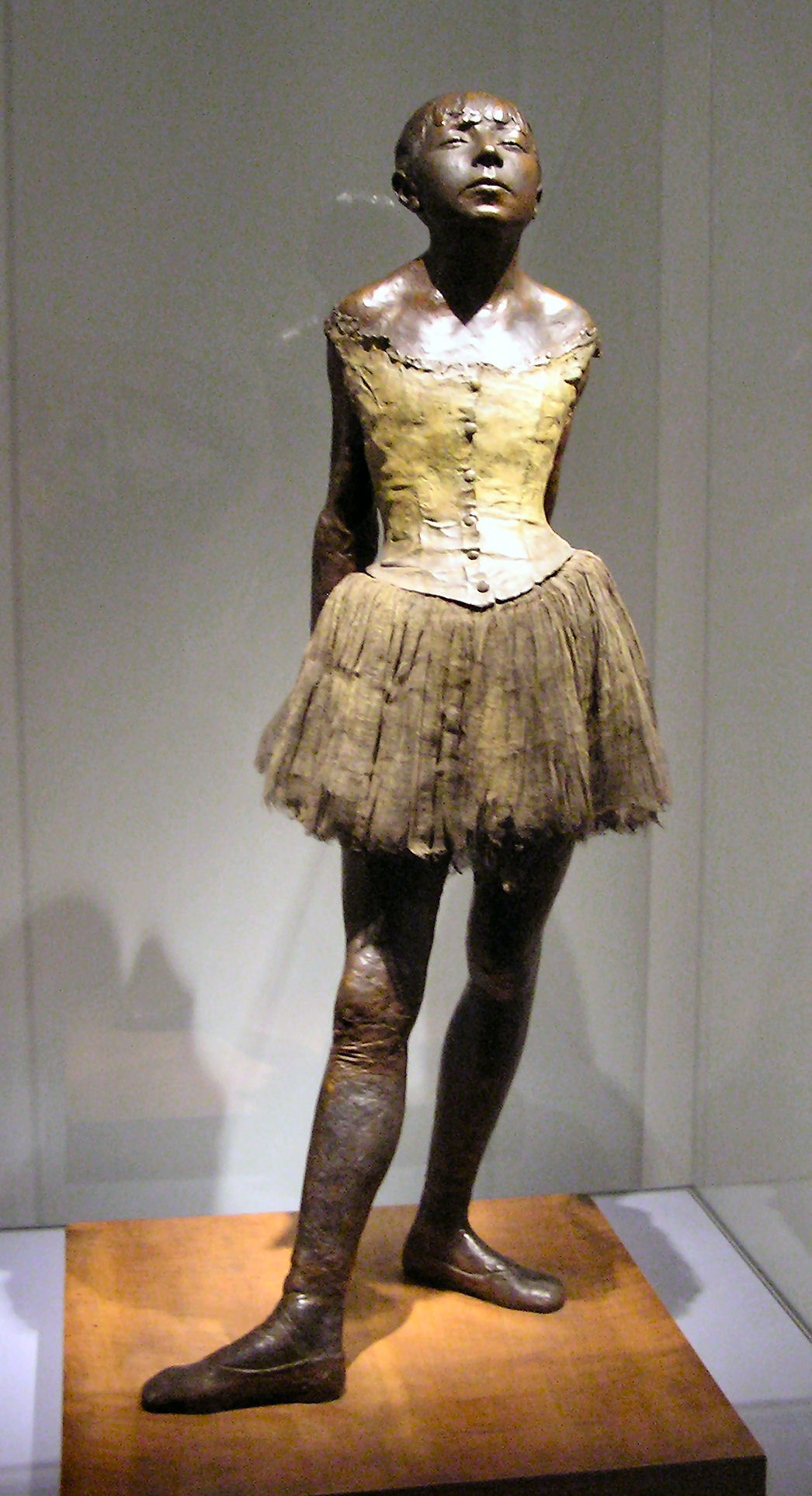
Coleção de escultura francesa: Dançarina, de Degas
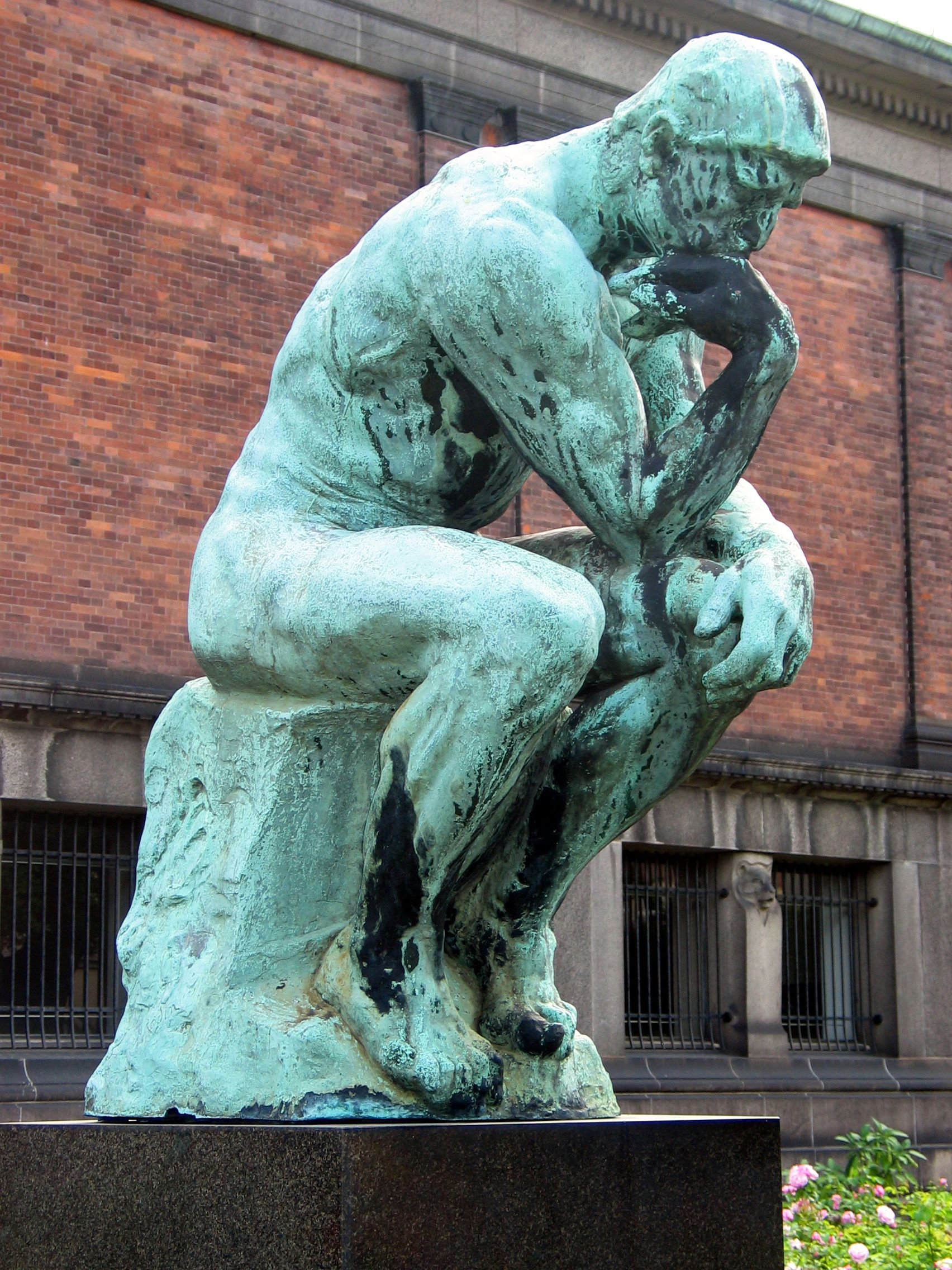
Coleção de escultura francesa: O pensador, de Rodin
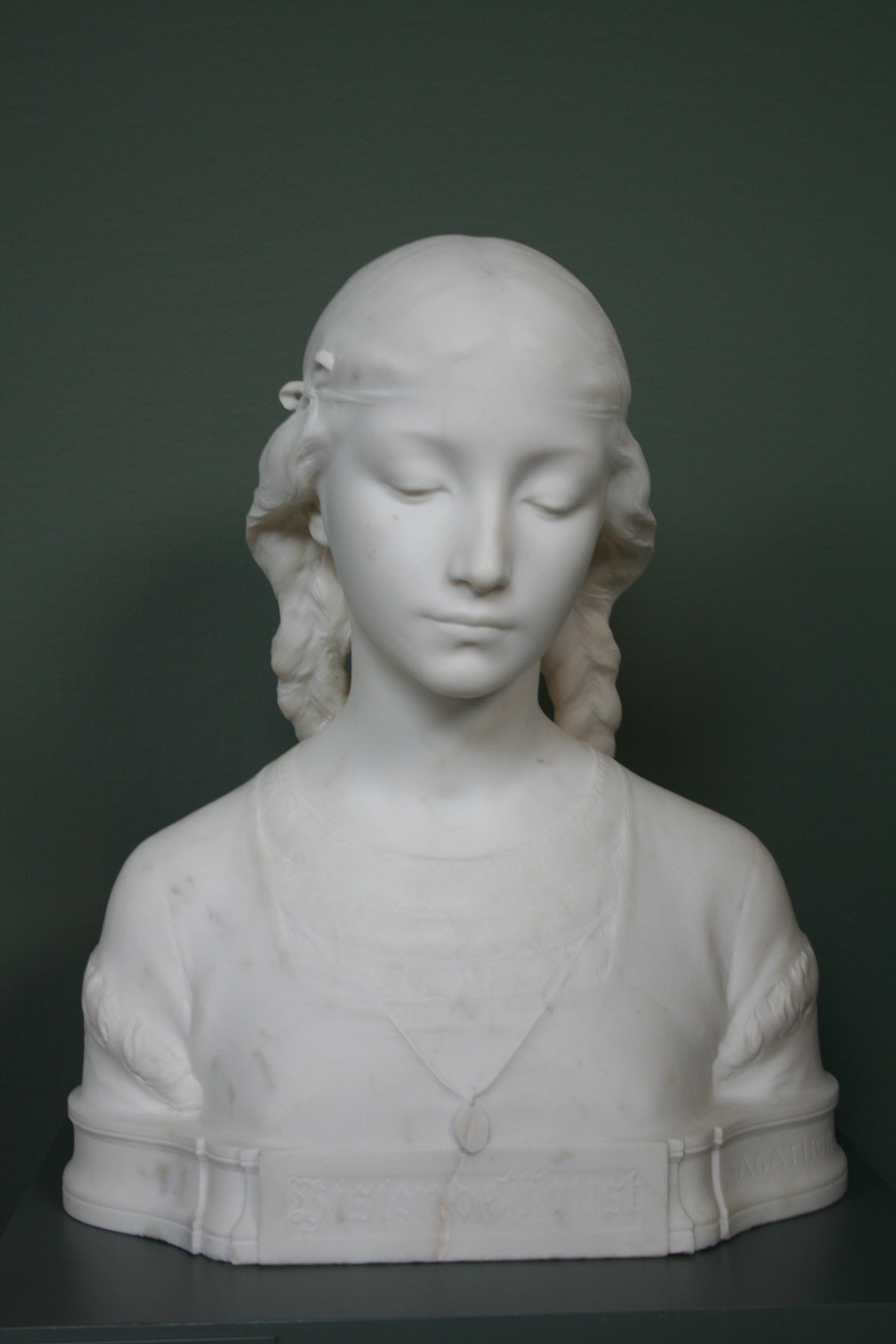
Coleção de escultura dinamarquesa: Visão de Fausto, de Agathon van Weydeveldt Léonard
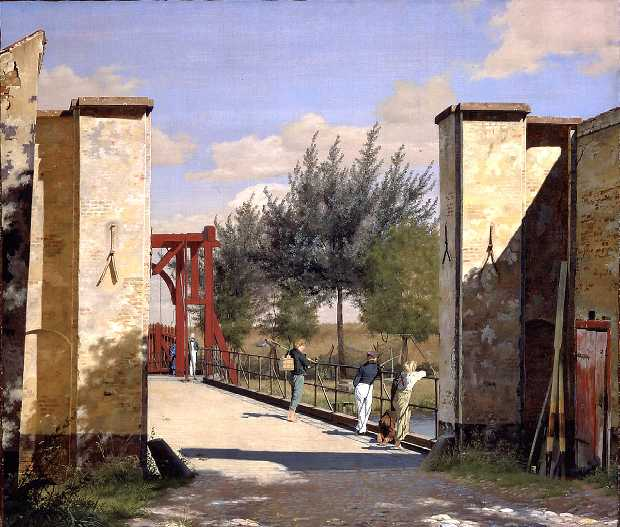
Christen Købke: Portão norte da cidadela, 1834
Edouard Manet: Bebedor de absinto, 1859
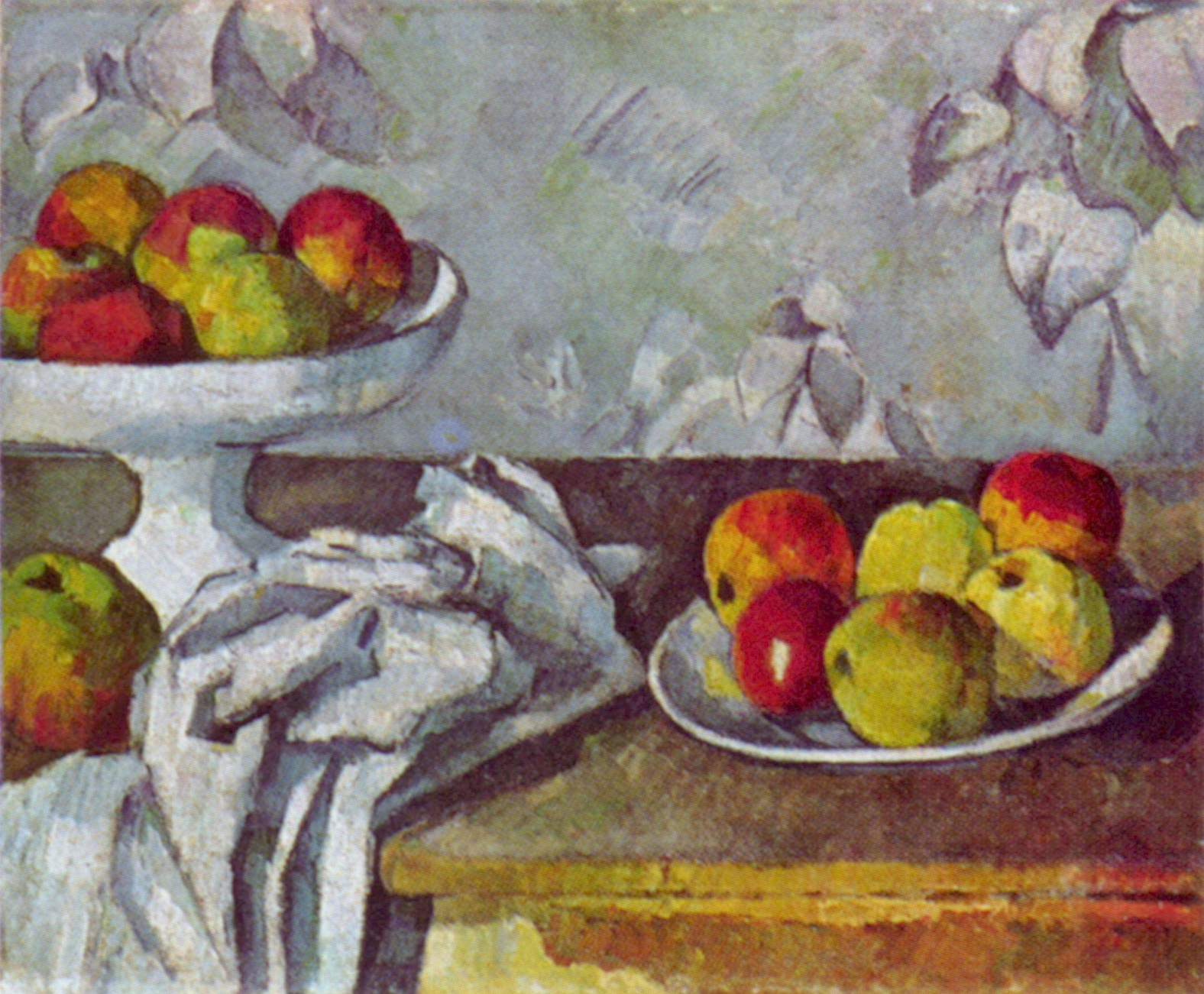
Paul Cézanne:Natureza morta, 1879-1882
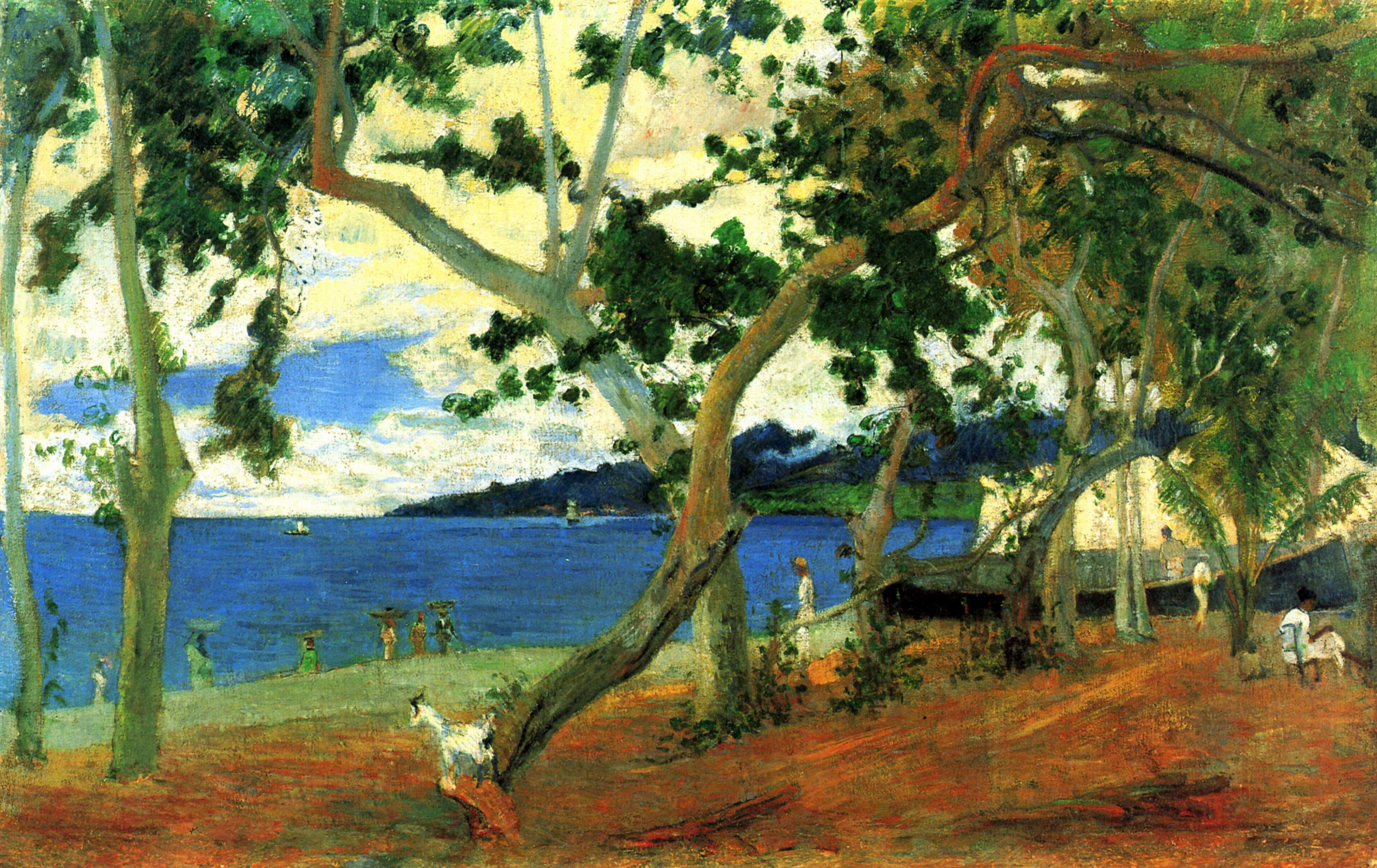
Paul Gauguin: Marinha, 1887